# トモダチのわお!
「トモダチのわお!」は、PUFFYの32枚目のシングル。2012年5月23日にキューンミュージックから発売された。初回限定盤にはミュージック・ビデオを収録したDVDが同梱。

## 概要
2012年に放送を開始した、テレビ東京系アニメ『しまじろうのわお!』（テレビせとうち制作）のエンディングテーマとして制作された。PUFFYらしくもあり、今までやったことのない感じにもなり、なおかつ子供たちにも喜んでもらえて、PUFFYの作品としても「いいものになったね」と言われるような曲を作りたいと大貫亜美が思ったところ、吉村由美が石野卓球を薦めた。これまでアルバム制作のミーティング等で卓球の名前は出ていたが、他の楽曲提供者と色が違いすぎてなかなかオファーを出せずにいたという。しかし今回はシングルということもあり、卓球にオファーしたところ「こういうの待ってたんだよね」と快諾した。
作詞は番組のリクエストを卓球に伝え、ある程度卓球が書いたものにPUFFYの二人が書き足していった。レコーディングはベースのトラックに歌を乗せ、それからさらに音を足していく方法をとった。PUFFYは普段リズムを録ってダビングし、そこから歌を歌う、という流れだったため、大貫は「大丈夫かな、私歌えるかな、ってくらいシンプルな曲で、ビートが決まってるのも初めてだったから、始めは探り探り歌ってたんですけど、結構淡々と録れましたね」と話している。

## 収録曲
1. トモダチのわお! [4:44]
作詞：PUFFY, 石野卓球 / 作曲：石野卓球
  - テレビ東京系アニメ『しまじろうのわお!』エンディングテーマ
2. トモダチのわお! 〜しまじろうとあそぼ!ヴァージョン〜 [4:13]
作詞：PUFFY, 石野卓球 / 作曲：石野卓球 / 編曲：kensuke ushio
3. トモダチのわお!（カラオケ!） [4:43]
4. トモダチのわお!（TVエンディング!） [1:33]